# Epimyrma
Epimyrma là một chi kiến thuộc họ Formicidae.
Chi này có các loài sau:
- Epimyrma adlerzi
- Epimyrma africana
- Epimyrma algeriana
- Epimyrma bernardi
- Epimyrma corsica
- Epimyrma goridaghini
- Epimyrma kraussei
- Epimyrma ravouxi — Ravoux's slavemaker ant
- Epimyrma stumperi
- Epimyrma tamarae
- Epimyrma zaleskyi